# Кемпелен, Вольфганг фон
Во́льфганг фон Ке́мпелен (нем. Johann Wolfgang Ritter von Kempelen de Pázmánd, словац. Ján Vlk Kempelen, венг. Kempelen Farkas 23 января 1734, Братислава — 26 марта 1804, Вена) — австрийский и венгерский (по происхождению словак, семья, возможно, имела ирландские корни) изобретатель автоматических машин, написавший трактат «Механизм человеческой речи».
Изучал философию и право в Братиславе, Дьёре, Вене и Риме, знал семь языков. Перевёл свод законов Марии Терезии с латинского на немецкий язык, чем привлёк внимание двора и стал дворным советником. В возрасте 25 лет Мария Терезия назначила его управляющим соляными шахтами во всей венгерской части империи и Кемпелен значительно модернизировал соляной промысел в империи. В 1770 году стал рыцарем, в 1775 — наследственным бароном де Пазманд. В 1786 году стал председателем Венгерско-Трансильванской придворной канцелярии.
Кемпелену поручали многие технические задания. Он первым начал выращивать лён в Банате, построил там суконную фабрику. Руководил реконструкцией будапештских укреплений. В 1777 году руководил переносом университета из Трнавы в Будапешт. Позднее Кемпелен спроектировал и построил водопровод для Братиславского Града, построил в Братиславе понтонный мост, а на Житном острове ирригацию.
В 1788 году Кемпелен создал говорящую машину, которая состояла из четырёхугольного деревянного ящика, длиной около 1 м и шириной в 0,5 м, снабженного мехами и сложной системой клапанов, штифтиков и т. п.; машина эта воспроизводила голос ребёнка 3-4 лет. Около 1828 года эту машину усовершенствовал механик Пош в Берлине.
Благодаря оставленному автором подробному описанию, которое называлось «Механизм человеческой речи вместе с описанием говорящей машины», конструкция неоднократно повторялась. Так, машина была воссоздана вновь в 2007 году немецкими учёными Фабианом Бракханом и Домиником Бауэром. Подход Кемпелена заключался в механическом копировании речевого тракта человека. По его утверждению, научиться пользоваться машиной можно было за 2-3 недели
Ещё больше внимания привлек к себе так называемый шахматный автоматон Кемпелена, который, как впоследствии обнаружилось, был основан на иллюзионе. Автоматон имел вид комода, на котором была расположена шахматная доска. За доской находилась механическая фигура, одетая турком, искусно игравшая в шахматы. В конце XVIII века и в первых двух десятилетиях XIX века машина служила поводом к спорам многих учёных, пытавшихся объяснить это чудо механики. Теперь достоверно известно, что в ящике его, под шахматной доской, постоянно скрывался достаточно сильный шахматный игрок. Автомат сгорел 5 июля 1854 года в Филадельфии. Известно, что «автомат» победил в шахматы Фридриха II, а в 1809 году Наполеона, существует запись партии, которая соотносится с данным событием.